# Chérif ben Ali
Pour les articles homonymes, voir Moulay Ali Cherif (homonymie) et Ben Ali (homonymie).
Moulay Chérif (en arabe : مولاي الشريف), ou Moulay Ali Chérif, né en 1587 et mort le 3 juin 1659 à Sijilmassa[réf. nécessaire], au Maroc, est un chérif, chef de la famille alaouite et émir du Tafilalet que les habitants proclamèrent souverain en 1631 car ils se sentaient menacés par la zaouïa de Dila.

## Biographie

### Naissance et origines
Moulay Chérif naît en 1587. Le premier de ses ancêtres à s'être installé dans le Tafilalet, qui s'enracina à Sijilmassa, la capitale de la région, au milieu du XIIIe siècle,. 
Ses arrières-arrières-grands-parents sont Youssef fils du saint Ali Chérif et, son épouse, Seyida (Madame) Khalifa Talakakin Sanhaja, une descendante des Almoravides. Youssef fut notamment l'héritier de la zaouia de son père, position qu'il accéda après certaines oppositions en faveur de son grand frère Sidi Mohammed. De Youssef et son épouse Khalifa seraient nés les Alaouites et de son grand-frère Sidi Mohammed fut continuer la lignée Filali.

### En tant qu'émir du Tafilalet
En 1631, les habitants de Tafilalet s'adressent à Moulay Chérif — chef de la famille alaouite — pour faire face à la poussée de la zaouïa de Dila. Devant le refus de soumission de la localité de Tabouâsamt, et l'arrivée imminente des Dilaïtes dans la localité même, il demande l'appui de la Zaouïa d'Illigh dirigée par Ali Bou Hassoun Essemlâli. Celui-ci accepte tout d'abord avant de renoncer. Moulay Chérif repousse les dilaïtes de Muhammad al-Hajj ad-Dila'i, puis signe une paix avec lui en 1634-1635.
Il abdique en 1636/1640 laissant le choix aux habitants de Sijilmassa de décider qui sera son successeur. Son fils aîné Mohammed est finalement désigné pour lui succéder.

### Vie familiale
Moulay Chérif est le père de 208 enfants, dont 84 garçons et 124 filles. Parmi les enfants qu'il eut avec ses épouses et concubines esclaves figurent :
D'une de ses épouses naît :
- Moulay Mohammed, qui, selon Michel Abitbol, fut proclamé chef alaouite par les siens[4] et, selon Bernard Lugan, sultan par les habitants du Tafilalet[10] ;

D'une autre de ses épouses (ou concubines), une Arabe dont on disait qu'« elle fut belle » et que « Moulay Chérif lui prêtait beaucoup d'affection », lui naît également un autre fils :
- Moulay Rachid, le premier sultan alaouite du Maroc — à compter de 1664 — selon Michel Abitbol, Bernard Lugan et Bencheikh[13],[10],[14] ;

Mubaraka bint Yark (prononcé Mbarka bint Yarg) fut une esclave mulâtre de la tribu des Oulad Yahya ben Diman, cités comme étant des M'ghafra de l'Adrar,, qui fut vendue aux chefs de la tribu des Oulad Jerar. Ces derniers la vendirent au chef de la zaouïa d'Illigh Bou Hassoun el-Semlali et, lorsque Moulay Chérif fut captif chez ce dernier, il lui offrit Mubaraka comme esclave concubine lors de sa libération en 1636. 
Selon certaines sources, Moulay Chérif eut un fils de Mubaraka, Moulay Ismail, durant sa captivité, ce qui explique pourquoi certaines chroniques explique qu'il est né au Souss. Mais des écarts trop étendus sur sa date de naissance rendant cela très improbable. Puisque d'autres chroniques expliquent qu'il est né l'année même de la bataille de la Qa'a soit en 1645. Enfin selon les propres dires de Moulay Ismail les M'grafras sont ses oncles maternels, sans plus d'explication sur ce degré de parenté, mais cela implique que sa mère, dans ce cas est une femme née libre musulmane. On attribue à Mubaraka comme fils :
- Moulay Ismaïl, qui succéda à Moulay Rachid en 1672[18] (Il aurait eu ce dernier avec une mulâtresse qui lui fut donnée comme épouse, après sa libération, alors qu'il était prisonnier de la zaouïa d'Illigh[19]).

Moulay Ismail eut pour frère :
- Moulay Mohammed el-Mehdi, son cadet.

Peu d'informations parvinrent sur ses autres enfants, et aucun autre détail ne subsiste sur ses autres épouses. Parmi ses autres fils figurent également :
- Moulay Elkebir ;
- Moulay Elharran, nommé khalifa (vice-roi) du Tafilalet par son frère le sultan Moulay Rachid en 1664[20] ;
- Moulay Mehrez, père d'Ahmed ben Mehrez ;
- Moulay Boufarès ;
- Moulay Ahmed, qui est le cadet des fils les plus connus de Moulay Chérif[11].

### Décès et succession
Moulay Chérif meurt à Sijilmassa le 3 juin 1659. A sa mort, son fils aîné Moulay Mohammed est réaffirmé souverain.